# ميك هازن
ميك هازن (بالإنجليزية: Mick Hazen)‏ هو ممثل أمريكي، ولد في 22 مارس 1993 في نيويورك في الولايات المتحدة.

## وصلات خارجية
- ميك هازن على موقع IMDb (الإنجليزية)
- ميك هازن على موقع ألو سيني (الفرنسية)
- ميك هازن على موقع أول موفي (الإنجليزية)
- ميك هازن على موقع قاعدة بيانات الفيلم (الإنجليزية)
- ميك هازن على موقع كينوبويسك (الروسية)